# Gaborone
Gaborone is de hoofdstad van Botswana en tevens hoofdplaats van het district South-East. De stad ligt op 15 kilometer van de Zuid-Afrikaanse grens en telt (2011) 231.626 inwoners. De stad werd in 1964 gesticht. 

## Geschiedenis
Botswana werd voor de onafhankelijkheid in 1966 Bechuanaland genoemd en in die tijd was Mafeking de hoofdstad. Deze stad, die nu Mahikeng heet, is tegenwoordig de hoofdplaats van de Zuid-Afrikaanse provincie Noordwest.

## Geografie

### Klimaat
Gaborone heeft een steppeklimaat. Het is zonnig het grootste deel van het jaar. De zomers zijn warm, de winters zijn zacht en droog.
| Maand                       | jan | feb | mrt | apr | mei | jun | jul | aug | sep | okt | nov | dec | Jaar |
| --------------------------- | --- | --- | --- | --- | --- | --- | --- | --- | --- | --- | --- | --- | ---- |
| Hoogste maximum (°C)        | 39  | 40  | 38  | 36  | 32  | 28  | 28  | 32  | 39  | 37  | 40  | 39  | 40   |
| Gemiddeld maximum (°C)      | 31  | 30  | 29  | 26  | 23  | 21  | 21  | 24  | 27  | 29  | 30  | 30  | 26,8 |
| Gemiddelde temperatuur (°C) | 27  | 26  | 24  | 21  | 18  | 14  | 14  | 17  | 21  | 24  | 25  | 26  | 22,6 |
| Gemiddeld minimum (°C)      | 22  | 21  | 19  | 16  | 12  | 7   | 7   | 11  | 15  | 18  | 20  | 21  | 15,8 |
| Laagste minimum (°C)        | 14  | 13  | 11  | 0   | −1  | −1  | −2  | 0   | 5   | 7   | 7   | 11  | −2   |
|                             |     |     |     |     |     |     |     |     |     |     |     |     |      |
| Neerslag (mm)               | 97  | 84  | 71  | 41  | 13  | 5   | 3   | 5   | 15  | 43  | 66  | 89  | 532  |
| Bron: Weatherbase           |     |     |     |     |     |     |     |     |     |     |     |     |      |

## Demografie

### Bevolkingsontwikkeling
Gaborone is een van de snelst groeiende steden ter wereld. Volgens de volkstelling van 2011 telde de stad 231.626 inwoners. De stad Gaborone is de thuisbasis van meer dan 10% van de bevolking van Botswana. Bijna de helft van burgers woont binnen 100 kilometer van Gaborone.
Op 18 maart 2022 telde de stad Gaborone 244.107 inwoners - een stijging van ongeveer 12.500 personen ten opzichte van 231.626 inwoners in 2011. De gemiddelde jaarlijkse groei voor de periode 2011-2022 komt hiermee uit op 0,5%, wat lager is dan het landelijke gemiddelde van 1,4% over deze periode.

## Natuur
Op korte afstand ligt het Natuurreservaat Mokolodi met een grootte van 5000 hectare.

## Verkeer en vervoer

### Autoverkeer
De Trans-Afrikaanse weg 4 passeert de stad.

### Luchtvaart
De belangrijkste luchthaven in Gaborone is de Sir Seretse Khama International Airport. De luchtvaartmaatschappij Air Botswana is gevestigd in Gaborone.

## Politiek en bestuur

### Stedenbanden
Gaborone heeft een stedenband met de volgende steden:
- Burbank (Verenigde Staten)[6]
- Västerås (Zweden)[7]
- Zhejiang (China)[8]